# Giovanni Martinelli (pintor)

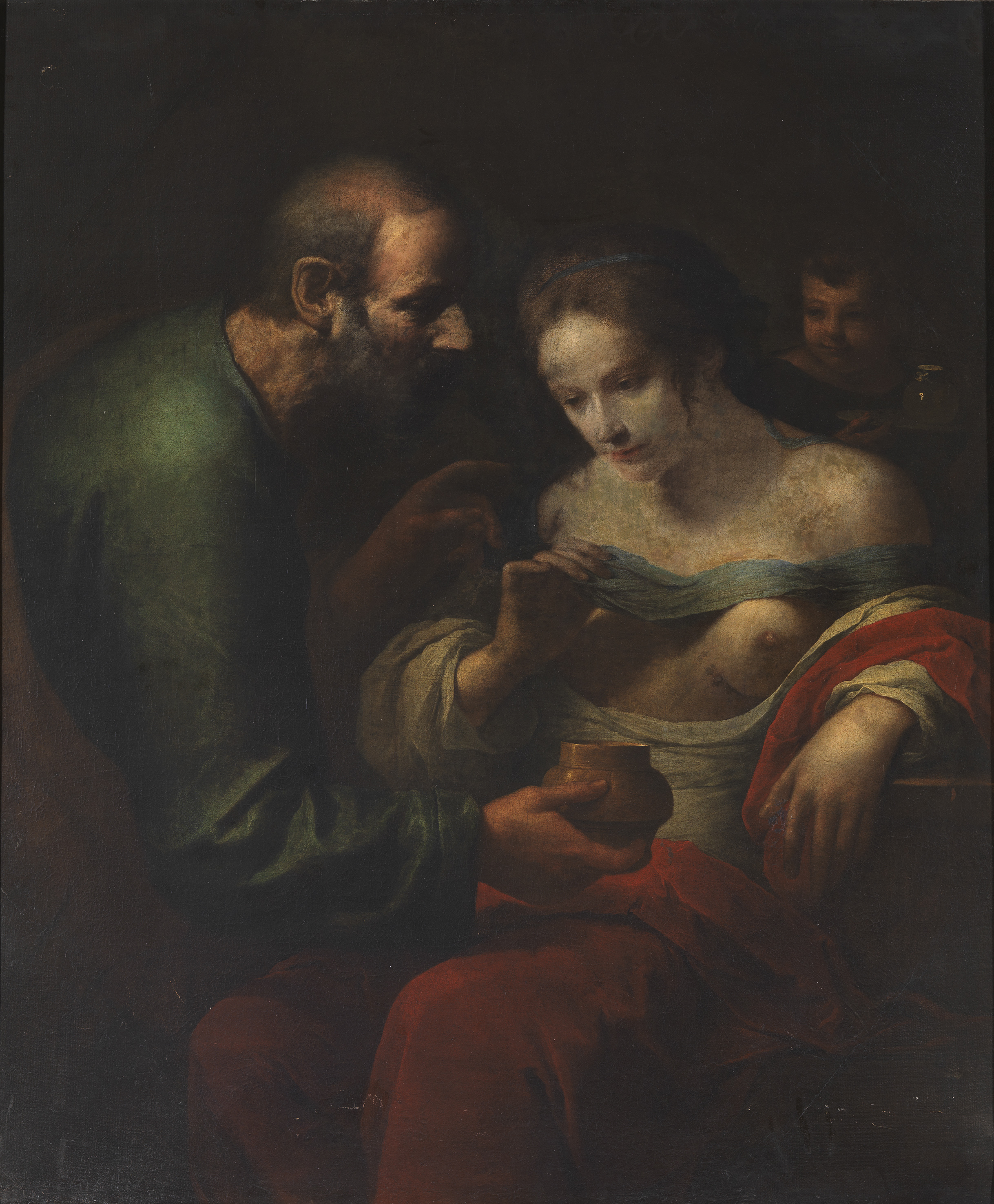
Santa Águeda curada por san Pedro en la prisión, óleo sobre lienzo, 109 x 88 cm, Madrid, Museo del Prado.

Giovanni Martinelli (Montevarchi, ca. 1600/1604-Florencia, 1659) fue un pintor barroco italiano.

## Biografía
Nacido en Montevarchi y bautizado quizá el 10 de noviembre de 1600, aunque con el mismo nombre se localiza otra partida de bautismo el 11 de abril de 1604, se formó en Florencia con Jacopo Ligozzi. Ya en 1622, fra Francesco dell’Antella, comendador de la Orden de Malta, que con anterioridad había sido comitente de Caravaggio, le encargó un fresco para la fachada de la iglesia de San Lorenzo en Grosseto, actualmente desaparecido. En 1625 dejó a Ligozzi como consecuencia de una disputa judicial ante el tribunal de la Academia del Dibujo. Desde ese momento, y durante varios años, se pierde su rastro. 
Es posible que, indispuesto con sus compañeros de oficio y con los mecenas florentinos, se trasladase a Roma, hipótesis que no se basa en datos documentales sino en las sugerencias caravaggescas —pero no tanto del maestro como de sus seguidores- que se señalan en la primera de sus obras conocida: el Milagro de la mula, pintado en 1632 para la iglesia de San Francisco de Pescia, obra firmada IO.es MARTINELLIIUS FLOREN. FECIT MDCXXXII. La composición, sin embargo, deriva todavía de la tela homónima del Cigoli en Cortona, mientras que el estudio de la luz parece tomado de los florentinos Filippo Tarchiani y Anastasio Fontebuoni, bien conocidos por Martinelli, que en Roma, algunos años atrás, se habían mostrado especialmente sensibles a la transformación operada por Caravaggio en el clasicismo de Orazio Gentileschi. En 1636 se inscribió en la Academia del Dibujo de Florencia. De esos años son diversas alegorías protagonizadas por delicadas figuras femeninas y algunas pinturas con el tema de la Muerte presentándose a los invitados, motivo didáctico de carácter moral que advierte sobre la vanidad de los bienes terrenos. También el Cristo en el pozo y la samaritana de la iglesia de Santa María Bambina en Terranuova Bracciolini. Más tardía es la Cena de Baltasar de los Uffizi (1653), una de las raras pinturas de Martinelli que se pueden fechar, dado que no acostumbraba a firmarlas.